# Dino Wieser
Dino Wieser (* 13. Juni 1989 in Küblis) ist ein ehemaliger Schweizer Eishockeyspieler, der von 2005 bis 2020 ununterbrochen beim HC Davos in der National League unter Vertrag stand. Sein Bruder Marc ist ebenfalls Eishockeyspieler.

## Karriere
Dino Wieser begann seine Karriere im Nachwuchsbereich des HC Davos und spielte ab 2005 für die Elite-A-Junioren des Clubs. In der Saison 2005/06 gab er zudem sein Debüt in der Nationalliga A für Davos. In der Saison 2006/07 kam er auf 26 Saisonspiele und gehörte während der Playoffs fest dem NLA-Kader des HCD an. Am 20. Oktober 2006 erzielte er sein erstes NLA-Tor im Spiel gegen die Kloten Flyers. Im April 2007 gewann er zusammen mit seinen Mannschaftskameraden erstmals in seiner Laufbahn die Schweizer Meisterschaft.
Neben seinen Einsätzen beim HC Davos absolvierte er während der Saison 2007/08 auch ein Spiel für die U20-Nationalmannschaft in der National League B.
Wieser wurde mit dem HC Davos drei weitere Male Schweizer Meister: 2009, 2011 und 2015.
Nach einer schweren Hirnerschütterung in der Saison 2019/20 ohne weitere Einsätze in den beiden Folgesaisons beendete er im Oktober 2022 seine Karriere offiziell.
Seit der Saison 2022/23 arbeitet Wieser als Nachwuchstrainer beim HCD und wurde im Januar 2023, nach dem Abgang von Christian Wohlwend, zum Assistenztrainer der Profimannschaft befördert.

### International
Dino Wieser sollte 2007 bei der U18-Weltmeisterschaft eingesetzt werden, sagte diese aber aufgrund mangelnder Fitness ab. Ein Jahr später gehörte er dem Schweizer Kader bei der U20-Junioren-Weltmeisterschaft 2008 an. Zudem vertrat er sein Heimatland bei den Weltmeisterschaften 2015 und 2016.

## Erfolge und Auszeichnungen
- 2007, 2009, 2011, 2015 Schweizer Meister mit dem HC Davos

## Karrierestatistik

### International
Vertrat die Schweiz bei:
- U20-Junioren-Weltmeisterschaft 2008
- Weltmeisterschaft 2015
- Weltmeisterschaft 2016

(Legende zur Spielerstatistik: Sp oder GP = absolvierte Spiele; T oder G = erzielte Tore; V oder A = erzielte Assists; Pkt oder Pts = erzielte Scorerpunkte; SM oder PIM = erhaltene Strafminuten; +/− = Plus/Minus-Bilanz; PP = erzielte Überzahltore; SH = erzielte Unterzahltore; GW = erzielte Siegtore; 1 Play-downs/Relegation; Kursiv: Statistik nicht vollständig)